# Xã Locust Creek, Quận Linn, Missouri
Xã Locust Creek (tiếng Anh: Locust Creek Township) là một xã thuộc quận Linn, tiểu bang Missouri, Hoa Kỳ. Năm 2010, dân số của xã này là 544 người.